# 烏韋斯納滕岩
72°58′S 3°54′W / 72.967°S 3.900°W
烏韋斯納滕岩，是南極洲的岩石，位於毛德皇后地的瑪塔公主海岸，處於許爾德雷斯洛泰特山以西1.9公里，挪威製圖師根據探險隊的測量和拍攝的空中照片繪入地圖，現時由南極條約體系管理。